# Да сам ја неко (ТВ емисија)
Да сам ја неко је телевизијска емисија која се приказује на телевизији Н1.

Емитовање је започело 15. марта 2021. на каналу Нова, у термину од понедељка до четвртка око 20.40. Ауторка емисије Рада Ђурић у свакој епизоди, која траје око 20 минута, неформално разговара са гостима, али и са уличним пролазницима и са њима обрађује различите друштвене теме. Посетила је и Њујорк, где је разговарала са младима у дијаспори.
Од друге сезоне, која је почела 20. септембра 2021, емисија се приказује на телевизији Н1, од понедељка до четвртка у 22.30, а од децембра 2021. до јуна 2024. године од понедељка до четвртка у 18:30, од септембра 2024. године до јануара 2025. године сваког четвртка и петка у 18:25, а потом од понедељка до четвртка у 18:05. 

## Списак епизода

### Сезона 1
| Број епизоде | Назив епизоде                                    |
| ------------ | ------------------------------------------------ |
| 1            | Курта и мурта                                    |
| 2            | Деда Рада                                        |
| 2            | Отписани                                         |
| 3            | Сви наши мартови                                 |
| 4            | Одлазак                                          |
| 5            | Сава                                             |
| 6            | Лајковац                                         |
| 7            | Прислушкивање                                    |
| 8            | Весна и Сергеј                                   |
| 9            | Како се плива?                                   |
| 10           | Луна Лу                                          |
| 11           | Миле Пица                                        |
| 12           | Подвуци црту                                     |
| 13           | Пластика                                         |
| 14           | Милан и Маја                                     |
| 15           | Мали музеји                                      |
| 16           | Паја и Јаре                                      |
| 17           | Бранко Белић                                     |
| 18           | Лима и Чиле                                      |
| 19           | Вишеград                                         |
| 20           | Америка - први дан                               |
| 21           | Америка - други дан                              |
| 22           | Америка - трећи дан                              |
| 23           | Храбре жене ћупријске школе                      |
| 24           | Марка жвака                                      |
| 25           | Анксиозност                                      |
| 26           | Катарина Вељковић Бегбеде                        |
| 27           | Креманско пророчанство                           |
| 28           | Породица Ресимић                                 |
| 29           | Шарганска осмица                                 |
| 30           | Мокра гора, Беле воде                            |
| 31           | Зоран Станковић                                  |
| 32           | Родољуб Рођа Бојанић                             |
| 33           | Ко су Ере                                        |
| 34           | Министарке                                       |
| 35           | Улица надгробних споменика                       |
| 36           | Жабари                                           |
| 37           | Последња шанса                                   |
| 38           | Имитација                                        |
| 39           | Пчелари                                          |
| 40           | Цер                                              |
| 41           | Панкер                                           |
| 42           | Чивијашка Република                              |
| 43           | Иван Икић                                        |
| 44           | Вања Грбић и Боле Рибар - дунавске и друге мреже |
| 45           | Радослав Рале Зеленовић                          |
| 46           | Горица и Драган                                  |
| 47           | Милорад Милинковић                               |
| 48           | Ромска репрезентација                            |
| 49           | Горчин Стојановић                                |
| 50           | Сличице                                          |